# Linia kolejowa Orlean – Montauban
Linia kolejowa Orlean – Montauban – francuska linia kolejowa o długości 544 km, która łączy Orlean na północny Francji z Montauban na południu poprzez Limoges. Linia została otwarta w kilku etapach między 1847 i 1893, kiedy odcinek z Limoges do Brive-la-Gaillarde został ukończony.